# Schloss Oberschönreuth

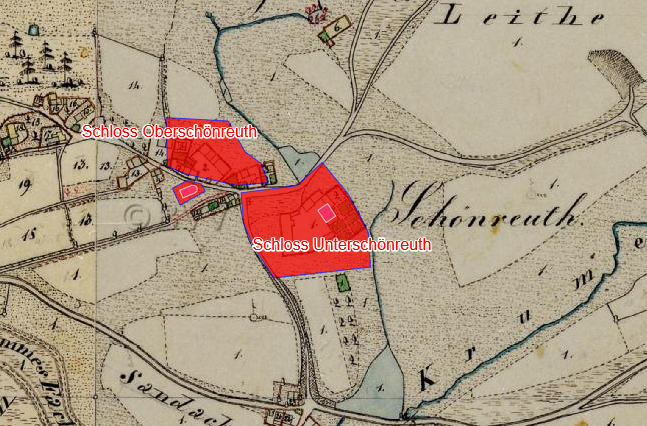
Lageplan von Schloss Ober- und Unterschönreuth auf dem Urkataster von Bayern

Das abgegangene Schloss Oberschönreuth befand sich im Gemeindeteil Schönreuth der Oberpfälzer Stadt Kemnath im Landkreis Tirschenreuth (heute Schönreuth 6 und 7). „Archäologische Befunde des abgegangenen frühneuzeitlichen Schlosses Oberschönreuth“ werden als Bodendenkmal unter der Aktennummer D-3-6137-0067 geführt. 

## Geschichte
Geht man davon aus, dass die Waldecker Burghut mit dem Schloss Oberschönreuth identisch ist, dann ist hier nach dem Lehenbuch der Leuchtenberger vor 1400 ein Nykel Eyse von Waldekk ansässig, der den dritten tail des zehend zu Schonrewt besitzt. 1396 gehört es zu den Gütern, die dem Ulrich Bärnklau verliehen wurden. Bis 1518 sind die Bärnklaus in den Landsassenmatrikel genannt. Dann verkauft Georg (Jorig) Bärnklau d. J. den neuen Sitz an Jörig Löneiß, der auf dem Heiratsweg bereits Mitbesitzer von Schloss Unterschönreuth war. Bernhard Löneiß erwirbt von Neidhart Bärnklau die anderen Güter zu Schönreuth und bildet daraus das Landsassengut Schönreuth. 1676 sind die Löneiß ausgestorben und das Lehen ist heimgefallen. In der Folge wird es an die von Müller (1676), die von Zedwitz (1696), die von Fischbach (1716), die von Mosern (1747) und 1790 an die von Cammerloh ausgegeben.

## Lage
Das Schloss lag bis 1819 mitten in dem Ort Schönreuth (heute Hausnummern 6 und 7). 1694 hat ein Brand das Schloss zerstört und es wurde danach als Ökonomiehof wieder aufgebaut. 1792 wird es als altes Schloss bezeichnet. Nach dem Dorfbrand vom 2. August 1819 ist es nicht wieder errichtet worden.